# Halletjärnen
Halletjärnen är en sjö i Dals-Eds kommun i Dalsland och ingår i Enningdalsälvens huvudavrinningsområde. Halletjärn ligger i Trestickla-Boksjön Natura 2000-område.